# Neoidealizm
Neoidealizm – pogląd na politykę międzynarodową podkreślający praktyczną wartość moralności, w szczególności zaś szacunku dla praw człowieka i niepodległości narodowej.
Idealizm zyskał ponownie na znaczeniu pod koniec XX wieku. Powstały w ten sposób neoidealizm odzwierciedla rozczarowanie amoralną polityką siły, charakterystyczną dla ery supermocarstw. Wczesnym przykładem takiej postawy była podjęta w latach 70. XX wieku przez prezydenta Cartera próba przywrócenia moralnego wymiaru polityce zagranicznej USA. Podkreślano, iż udzielanie gospodarczej i wojskowej pomocy poszczególnym państwom zależy od respektowania przez nie praw człowieka.